# Thomas MacPartlin
Thomas MacPartlin (22 de agosto de 1879 - 20 de octubre de 1923) fue un político del Partido Laborista irlandés.  Fue miembro del Seanad Éireann de 1922 a 1923. 
Fue funcionario sindical del condado de Sligo, miembro de la Sociedad Amalgamada de Carpinteros y Ebanistas y presidente del Congreso de Sindicatos Irlandeses (ITUC) en 1917. Fue firmante del manifiesto de la ITUC de 1914 que se oponía a la inclusión de una opción de partición en el proyecto de ley de autonomía y afirmaba el derecho de los trabajadores a armarse y luchar por la "libertad económica".  Fue elegido para el Senado del Estado Libre por 9 años en las elecciones de 1922. 
Murió en el cargo en octubre de 1923, durante una visita a Ginebra.  La elección parcial para cubrir la vacante se celebró el 28 de noviembre de 1923, y la ganó Thomas Foran, del Partido Laborista.